# 국가독점자본주의
국가독점자본주의(독일어: Staatsmonopolistischer Kapitalismus, 영어: State monopoly capitalism)는 제 1차 세계대전 이후에 국가가 경제에 개입하는 정도가 높아진 자본주의를 비판적으로 이르는 말. 다른 말로는 혼합 경제라는 말도 있다. 제 1차 세계대전의 위기에 대응하기 위해 자본주의가 국가권력을 적극적으로 이용하여 원래의 체제로 되돌리기 위해 채용된 경제 체제이다. 이 체제는 1929년 세계 대공황 이후에 지배적으로 되었다. 마르크스 경제학에서는 이렇게 변화된 경제 체제를 '국가독점자본주의(state monopoly capitalism)'로 비판하는데 이는 서민들에 대한 수탈을 강화하고 그 수탈을 합법적으로 보장하는 사회 제도를 유지하기 위해 국가권력을 완전히 종속시킨 경제 체제라는 것에서 비롯되었다.

## 특징
1. 개개의 민간 기업의 경제 기능이 광범위하게 국가 권력의 수중으로 옮아감
2. 노동자의 고용 관계에 국가가 개입하여 구제함
3. 재정,금융에 대한 국가 기능이 강화됨
4. 국제적 경제 협력이나 경제 원조에 대해 국가가 개입함

## 각국의 국가독점자본주의
1. 독일 - 파시즘
2. 미국 - 뉴딜정책

## 레닌의 국가독점자본주의론
마르크스 경제학에서 현대 자본주의를 국가독점자본주의로 파악하기 시작한 것은 제 2차 세계대전 이후부터이다. 레닌은 국가독점자본주의는 자본주의가 사회주의로 옮아가는 데 물적 기초가 된다고 주장하였다. 레닌은 세계대전을 독점자본주의가 국가독점자본주의로 변화하는 과정에서 일어날 수 밖에 없는 제국주의 전쟁으로 파악한다.

"혁명의 경험"을 하는 것이 혁명에 대해 글을 쓰는 것보다 훨씬 즐겁고 유용한 것이기 때문이다.
It is more pleasant and useful to go through the "experience of the revolution" than to write about it.

## 같이 보기
- 자본주의
- 정실 자본주의
- 후기자본주의
- 좌파 자유지상주의
- 마르크스주의
- 신자유주의
- 국가자본주의
- 니콜라이 부하린
- 에르네스트 만델